# Меморіал Леопольда Требича
Меморіал Леопольда Требича - серія шахових турнірів, організованих родиною австрійського виробника шовку Леопольда Требича. Загалом у Відні між 1907 і 1938 роками відбулося 20 турнірів.
Багатий промисловець Леопольд Требич (1842—1906) був любителем шахів і покровителем шахових змагань. Його родина виділила значну суму 100 000 крон віденському шаховому клубові (Wiener Schachklub) на організацію серії турнірів. Оскільки Требич помер за місяць до початку першого турніру, то змагання названо в його пам'ять. Шість з перших дев'яти турнірів (1907–18) виграв Карл Шлехтер, але його смерть у грудні 1918 року, разом з втратою клубом фонду Требича після розгрому Австрії в Першій світовій війні, призвели до тимчасової перерви в проведенні турніру. 1926 року син Леопольда Требича, Оскар, зробив доступними додаткові фонди, що дозволили провести ще 11 турнірів, які відбулись до 1938 року, коли Німеччина анексувала Австрію, що означало кінець турніру.

## Переможці
| #  | Рік     | Переможець                                        |
| -- | ------- | ------------------------------------------------- |
| 1  | 1907    | Жак Мізес (Німецька імперія) / Саксонія           |
| 2  | 1909/10 | Ріхард Реті (Австро-Угорщина) /                   |
| 3  | 1910/11 | Карл Шлехтер (Австро-Угорщина) / Австрія          |
| 4  | 1911/12 | Карл Шлехтер (Австро-Угорщина) / Австрія          |
| 5  | 1913    | Карл Шлехтер (Австро-Угорщина) / Австрія          |
| 6  | 1914    | Карл Шлехтер (Австро-Угорщина) / Австрія          |
| 7  | 1915    | Карл Шлехтер (Австро-Угорщина) / Австрія          |
| 8  | 1916/17 | Карл Шлехтер (Австро-Угорщина) / Австрія          |
| 9  | 1917/18 | Мілан Відмар (Австро-Угорщина) / Словенія         |
| 10 | 1926    | Рудольф Шпільман (Австрія)                        |
| 11 | 1927    | Ернст Ґрюнфельд (Австрія)                         |
| 12 | 1928    | Ернст Ґрюнфельд (Австрія) Такач Шандор (Угорщина) |
| 13 | 1929/30 | Рудольф Шпільман (Австрія) Ганс Кмох (Австрія)    |
| 14 | 1931    | Альберт Беккер (Австрія)                          |
| 15 | 1932    | Альберт Беккер (Австрія)                          |
| 16 | 1933    | Ернст Ґрюнфельд (Австрія) Ганс Мюллер (Австрія)   |
| 17 | 1934/35 | Альберт Беккер (Австрія)                          |
| 18 | 1935    | Еріх Елісказес (Австрія) Лайош Штейнер (Угорщина) |
| 19 | 1936    | Генрик Фрідман (Польща)                           |
| 20 | 1937/38 | Лайош Штейнер (Угорщина)                          |